# Gran Premio de España de Motociclismo de 1965
El Gran Premio de España de Motociclismo de 1965 fue la tercera prueba de la temporada 1965 del Campeonato Mundial de Motociclismo. El Gran Premio se disputó el 9 de mayo de 1965 en el Circuito de Montjuïch en Barcelona.

## Resultados 250cc
En la primera carrera de 250cc de 1966, Jim Redman todavía no estaba completamente en forma y Phil Read podría ganar con cierta facilidad por delante del español Ramón Torras y de Mike Duff. El único que pudo amenazar a Read fue Tarquinio Provini con la Benelli 250 4C, pero al final de la carrera retrocedió un poco a causa de una caída y le hizo renunciar a la pelea.
| Pos.    | Piloto              | Equipo        | Tiempo        | Pts. |
| ------- | ------------------- | ------------- | ------------- | ---- |
| 1       | Phil Read           | Yamaha        | 1h 04' 03" 27 | 8    |
| 2       | Ramón Torras        | Bultaco       | +2' 56" 27    | 6    |
| 3       | Mike Duff           | Yamaha        | +1 Vuelta     | 4    |
| 4       | Derek Woodman       | MZ            | +1 Vuelta     | 3    |
| 5       | Kevin Cass          | Cotton        | +3 Vueltas    | 2    |
| 6       | Alberto Pagani      | Aermacchi     | +3 Vueltas    | 1    |
| 7       | Guinness Smyth      | Bultaco       | +3 Vueltas    |      |
| Ret     | Tarquinio Provini   | Benelli       | Ret           |      |
| Ret     | José María Busquets | Montesa       | Ret           |      |
| Ret     | Jorge Sirera        | Montesa       | Ret           |      |
| Ret     | Ginger Molloy       | Bultaco       | Ret           |      |
| Ret     | Ramiro Blanco       | Bultaco       | Ret           |      |
| Ret     | José Medrano        | Bultaco       | Ret           |      |
| Ret     | Rex Avery           | Bultaco       | Ret           |      |
| Ret     | Jack Ahearn         | Cotton        | Ret           |      |
| Ret     | Bruno Spaggiari     | Ducati        | Ret           |      |
| Ret     | Ricardo Fargas      | Ducati        | Ret           |      |
| Ret     | Jim Redman          | Honda         | Ret           |      |
| Ret     | Bruce Beale         | Honda         | Ret           |      |
| Ret     | Heinz Rosner        | MZ            | Ret           |      |
| Ret     | Klaus Enderlein     | MZ            | Ret           |      |
| Ret     | Dieter Krumpholz    | MZ            | Ret           |      |
| Ret     | Gordon Keith        | Royal Enfield | Ret           |      |
| Ret     | Frank Perris        | Suzuki        | Ret           |      |
| Ret     | Ernst Degner        | Suzuki        | Ret           |      |
| Ret     | Martin Schneider    | Lube          | Ret           |      |
| Ret     | Graham Dickson      | Bultaco       | Ret           |      |
| Fuente: |                     |               |               |      |

## Resultados 125cc
En la carrera de 125cc, Hugh Anderson y su Suzuki estuvieron intratables en toda la carrera. segundo quedó su compañero de equipo Frank Perris a 20 segundos y ya a más de un minuto, Derek Woodman completó el podio.
| Pos. | Piloto               | Moto    | Tiempo     | Pts. |
| ---- | -------------------- | ------- | ---------- | ---- |
| 1    | Hugh Anderson        | Suzuki  | 54' 33" 80 | 8    |
| 2    | Frank Perris         | Suzuki  | +21" 50    | 6    |
| 3    | Derek Woodman        | MZ      | +1' 32" 66 | 4    |
| 4    | Bruno Spaggiari      | Ducati  | +1 Vuelta  | 3    |
| 5    | Klaus Enderlein      | MZ      | +1 Vuelta  | 2    |
| 6    | Arthur Fegbli        | Honda   | +1 Vuelta  | 1    |
| 7    | Mauricio Aschl       | Bultaco | +1 Vuelta  |      |
| 8    | Bruce Beale          | Honda   | +2 Vueltas |      |
| 9    | Kevin Cass           | Bultaco | +2 Vueltas |      |
| Ret  | Ramón Torras         | Bultaco | Ret        |      |
| Ret  | Ramiro Blanco        | Bultaco | Ret        |      |
| Ret  | Ginger Molloy        | Bultaco | Ret        |      |
| Ret  | José Medrano         | Bultaco | Ret        |      |
| Ret  | Ángel Nieto          | Derbi   | Ret        |      |
| Ret  | Rex Avery            | EMC     | Ret        |      |
| Ret  | Ernst Degner         | Suzuki  | Ret        |      |
| Ret  | Salvador Cañellas    | C.K.    | Ret        |      |
| Ret  | Heinz Rosner         | MZ      | Ret        |      |
| Ret  | Dieter Krumpholz     | MZ      | Ret        |      |
| Ret  | Hans-Georg Anscheidt | MZ      | Ret        |      |
| Ret  | Peter Eser           | Honda   | Ret        |      |
| Ret  | Martin Schneider     | Lube    | Ret        |      |
| Ret  | Luigi Taveri         | Honda   | Ret        |      |
| Ret  | Ralph Bryans         | Honda   | Ret        |      |

## Resultados 50cc
José María Busquets le fue bien otra vez con Derbi al terminar tercero. Hugh Anderson ganó con su Suzuki RK 65 y Ralph Bryans con la Honda RC 114, segundo.
| Pos. | Piloto               | Moto     | Tiempo     | Pts. |
| ---- | -------------------- | -------- | ---------- | ---- |
| 1    | Hugh Anderson        | Suzuki   | 30' 38" 08 | 8    |
| 2    | Ralph Bryans         | Honda    | +3" 93     | 6    |
| 3    | José Maria Busquets  | Derbi    | +16" 50    | 4    |
| 4    | Luigi Taveri         | Honda    | +38" 27    | 3    |
| 5    | Hans-Georg Anscheidt | Kreidler | +1' 26" 25 | 2    |
| 6    | Barry Smith          | Derbi    | +1' 29" 99 | 1    |
| 7    | Mitsuo Itoh          | Suzuki   | +1 Vuelta  |      |
| Ret  | Salvador Cañellas    | Derbi    | Ret        |      |
| Ret  | Ángel Nieto          | Derbi    | Ret        |      |
| Ret  | Jacques Roca         | Derbi    | Ret        |      |
| Ret  | Kevin Cass           | Derbi    | Ret        |      |
| Ret  | Peter Eser           | Honda    | Ret        |      |
| Ret  | Ernst Degner         | Suzuki   | Ret        |      |
| Ret  | Ramón Torras         | Kreidler | Ret        |      |
| Ret  | Graham Dickson       | Derbi    | Ret        |      |